# Эксальтадос
Эксальта́дос (исп. Exaltados — восторженные) — испанская партия левых либералов, действовавшая в период второй буржуазной революции (1820—1823 гг.)

## История создания
Вследствие тяжелой войны за независимость между Испанией и Латинской Америкой оппозиция либералов начала усиливаться. 1 января 1820 г. на юге страны, недалеко от Кадиса, где готовился военный переворот, началось восстание солдат. Руководил этим восстанием Рафаэль Риего-и-Нуньес, к которому в скором времени присоединился А. Кирога со своим войском . В будущем эти войска были назначены охранять достижения революции и стали, можно сказать, «армией наблюдения», оказывая большое влияние на создающиеся «Патриотические общества», которых к тому моменту насчитывалось около 250, а также на национальную милицию. Это левое крыло либералов стало называться «восторженными» — эксальтадос.

## Руководители
Лидерами данной партии были Рафаэль дель Риего-и-Нуньес (1785—1823), Антонио Кирога (1784—1841), Антонио Алькала Гальяно (1789—1865), Эваристо Фернандес де Сан-Мигель, Франсиско Хавьер де Истурис, Хосе Мария Калатрава и Хуан Альварес Мендисабаль.

## Цели
Представители эксальтадос требовали провести ряд мер в интересах широких слоев крестьян, свержения абсолютной монархии, борьбы против её сторонников и искоренения конституции 1812 года.
В июне 1822 года, после прихода к власти, кортесы приняли нормативный правовой акт о королевских землях, половину которых планировалось продать, а оставшуюся часть распределить между ветеранами «антинаполеоновской» войны и безземельными крестьянами.

## Приход к власти
Пока население не довольствовалось правлением «модерадос» (умеренных либералов), влияние левых либералов увеличивалось в несколько раз. В 1820 году образовалось крайне левое радикальное крыло «комунерос» (они опирались на социально неоднородные массы городского населения, боролись с приверженцами абсолютизма и пытались поднять демократические свободы вместе с «армией наблюдения»), оторванное от крестьянства, которое преобладало. В 1822 году Р. Риего-и-Нуньес был назначен председателем кортесов эксальтадос, которые одержали победу в выборах этого же года.